# Мантера (фильм, 2012)
«Ма́нтера» (англ. Mantera) — научно-фантастический боевик, снятый в Малайзии в 2012 году.
Слоган фильма: «Man Transformable Exo-Robotic Armour».

## Сюжет
Сэм Вестон, владелец «Вестон Текнолоджиз», в бешенстве. Кто-то проник в его исследовательскую лабораторию. Уничтожен прототип новейшей системы вооружения «MANTERA», или MAN — Transformable Exo-Robotiс Armor. Бесценные исследовательские данные похищены а их оригиналы удалены с сервера компании. Бесследно исчезла руководитель исследовательской группы Наталья Пушкина.
Вдобавок ко всему, обломки уничтоженной «МАНТЕРЫ» по ошибке были отправлены на другой конец света… — в Малайзию, молодому человеку по имени Азман.
Азман, известный в мире компьютерных игр под ником Чёрный Плащ, на самом деле — обычный студент колледжа. Две недели назад Азман заказал в Интернете конструктор модели робота — и сгорая от нетерпения, мечтал собрать новую игрушку, чтобы полностью собрать свою коллекцию.
Каково же было его удивление, когда почтовый заказ оказался огромным тяжелым ящиком с грудой искореженного металла внутри. Азман прибегает к помощи своего хорошего друга Кевина, чтобы собрать вместе металлические части посылки.
Результат их крайне удивил. Это был мотоцикл необычной конструкции. Теперь у Азмана появился не только мотоцикл, но и сверхчеловеческие способности. Тем не менее, за все нужно платить…
Азману приходиться быстро освоить навыки управления «МАНТЕРОЙ», так как его жизнь и судьба мира теперь зависят от неё. Хозяева «Вестон Текнолоджиз», отчаянно пытаются вернуть технологию себе. Для поиска и уничтожения «Мантеры» они выпускают несколько роботов-разрушителей под названием «ВЕГА». В случае неудачи, им дана команда уничтожить прототип.